# Rivier des Doods (boek)
Rivier des Doods (oorspronkelijke Engelse titel: River of Death) is een boek geschreven door Alistair MacLean.

## Verhaal
Een groep avonturiers die op zoek is naar El Dorado, de legendarische gouden stad van de Inca's, trekt door de Mato Grosso in Zuid-Amerika. Maar niet iedereen is op zoek naar goud. Sommige jagen op een gevluchte nazi-misdadiger.